# Scala 00

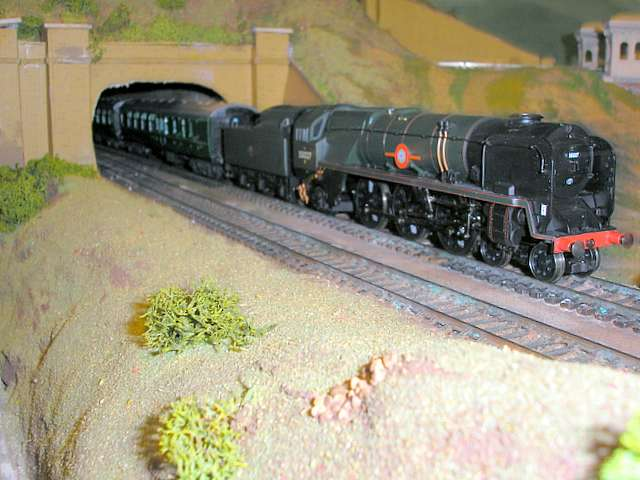
Tipico modello di produzione industriale in scala 00 e con scartamento di 16,5 mm

La scala 00 (zero zero o doppio zero) è usata nell'ambito del modellismo ferroviario per indicare un rapporto di riduzione di 1:76 con uno scartamento normale di 16,5 mm, ovvero quello della scala H0.
È utilizzata specialmente in Gran Bretagna, dove viene definito anche rapporto "millimetri/piedi".
Tuttavia, i modellisti che usano la scala 1:76, di solito non usano lo scartamento commerciale, ma sostituiscono gli assali con scartamento 16,5 millimetri con quelli da 18,88 millimetri, per lo più riprodotti artigianalmente.